# 브라이스 로빈슨
브라이스 로빈슨(Bryce Robinson, 1999년 12월 16일 ~ )은 미국의 배우이다.

## 출연 작품
- 발렌타인 데이 - 에디슨 헤이즐틴 역
- 스위치 - 세바스찬 9세 역